# Upgrade U
„Upgrade U” este un cântec al interpretei americane Beyoncé Knowles, realizat în colaborare cu artistul hip-hop Jay-Z. El a fost compus de producătorii americani Swizz Beatz și Cameron Wallace, în colaborare cu solista, fiind inclus pe cel de-al doilea album de studio al cântăreței, B’Day. Cântecul a fost lansat ca single promoțional în Statele Unite ale Americii la finele anului 2006.
Compoziția a primit atât aprecieri, cât și critici din partea recenzorilor de specialitate, Allmusic descriindu-l drept „cel mai puternic cântec aflat pe album”, în timp ce The Washington Post, a catalogat piesa drept o reflecție asupra „sentimentelor ce pot fi cumpărate cu bani”. În același cadru favorabil, publicația americană Entertainment Weekly a inclus „Upgrade U” pe lista „Celor mai bune 10 cântece ale anului 2007”, unde a ocupat poziția cu numărul cinci. Înregistrarea s-a bucurat și de un videoclip — regizat de Melina Matsoukas — ce a fost inclus pe materialul B'Day Anthology Video Album.
Cântecul a activat mediocru în clasamentele din Statele Unite ale Americii, unde a fost promovat inițial, câștigând locul cincizeci și nouă în ierarhia Billboard Hot 100, în timp ce în lista ce contorizează parcursul înregistrărilor Hip-Hop/R&B „Upgrade U” a obținut treapta a unsprezecea. Discul a intrat și în alte clasamente, reușind poziționări de top 40 în țări precum Bulgaria, Croația, România sau Turcia, în cea de-a treia atingând poziția cu numărul douăzeci și unu.

## Informații generale și compunere
În „Upgrade U” este folosită o mostră din cântecul „Girls Can't Do What the Guys Do”, al artistei Betty Wright, compus de Willie Clarke împreună cu Clarence Reid.
Cântecul a fost produs de Swizz Beatz, Cameron Wallace în colaborare cu Knowles și a fost înregistrat în studiourile Sony Music din New York City. Sora artistei, Solange Knowles, este unul dintre textieri și a realizaz versurile alături de Beyoncé, Makeba, Sean Garrett, Angela Beyincé, Shawn Carter, Willie Clarke și Clarence Reid. „Upgrade U” este cea de-a doua colaborare a interpretei cu Jay-Z, prezentă pe materialul B’Day, după „Déjà Vu”, și cea de-a cincea din întreaga carieră a celor doi. De asemenea, T.I. a înregistrat o strofă pentru cântec, însă nu a fost inclusă în versiunea finală a albumului.

## Structură muzicală și versuri
„Upgrade U” este un cântec pop/hip-hop cu influențe din muzica soul și cea rhythm and blues. Este scris în gama Re minor, în măsura de 3 pătrimi. Melodia conține un sintetizator de trompetă pe fundal și asemenea majorității pieselor incluse pe albumul B’Day, sunetul de tobe folosit în linia melodică este asigurat de un aparat Roland TR-808. „Upgrade U” este o compoziție bazată pe ostinato, conține frazarea melodică repetitivă a vocii iar ritmul melodiei vocale conținând doar câteva sincope. De asemenea, în cântec se mai folosesc și armonii vocale. „Upgrade U” începe cu un dialog între Jay-Z și Knowles, conținând o strofă rap înainte de final.
Conceptul cântecului se referă la o femeie care îi oferă partenerului său lucruri luxoase, pentru a-i ridica nivelul de existență și reputația, concept similar cu al altui cântec prezent pe album, „Suga Mama”. Atât Jay-Z, cât și Beyoncé, amintesc în versuri numeroase companii și persoane cunoscute: „Audemars Piguet”, un celebru fabricant de ceasuri elvețian, „Jacob bijutierul”, un bijutier celebru, „Cartier”, un creator de bijuterii și de ceasuri, „Hermès”, o companie ce comercializează obiecte de lux, „Lorraine Schwartz”, un bijutier celebru sau „The Amalfi Coast” (Coasta Amalfi), localizată în sudul Italiei, printre altele.

## Recenzii
„Upgrade U” a primit aprecieri, cât și critici din partea recenzorilor muzicali de specialitate. Eb Haynes (critic muzical al website-ului All HipHop.com) a denumit cântecul „cea mai senină creație din seria Bonnie & Clyde, Ride or Die”. Sarah Rodman, de la The Boston Globe, notează despre Beyoncé faptul că „se declară un egal” și „își transformă bărbatul într-un lider”. Chris Williams, de la The Washington Post, descrie piesa drept o reflecție asupra „sentimentelor ce pot fi cumpărate cu bani”. Andy Kellman (din partea publicației Allmusic) consideră „Upgrade U” „cel mai puternic cântec aflat pe album” și îl descrie ca „o producție semnată Cameron Wallace, unde Beyoncé cumpără și poartă lenjerie intimă în timp ce își face simțită poziția mai mult ca împuternicire decât încătușare”. Tim Finney de la Pitchfork Media numește discul single „o sonerie puternică”. Mike Joseph (PopMatters) consideră faptul că „piesa nu supraviețuiește datorită interpretări lui B, ci datorită atracției naturale dintre ea și Jay”. Sal Cinquemani (Slant Magazine) consideră că „[«Upgrade U»] ar putea fi un cântec pentru Destiny's Child”. Bernard Zuel (The Sydney Morning Herald) a numit piesa „un cântec mecanic”, iar Carolyn Davis (US Magazine) a găsit cântecul drept unul „atrăgător”, în care „Beyoncé și Jay transmit zvonuri despre faptul că se vor logodi”. De asemenea, Entertainment Weekly a inclus „Upgrade U” pe lista „Celor mai bune 10 cântece ale anului 2007”, unde a ocupat poziția cu numărul 5.
Fraza „let me upgrade U” prezentă printre versuri a fost folosită de Lil' Mama în cântecul „Lip Gloss”, de Kanye West în versiunea improvizată a cântecului „Throw Some D's” și de Bow Wow în primul vers al părții de rap interpretate de el pe remixul realizat pentru cântecul „Easy” interpretat de Paula DeAnda. Lil Wayne a abordat și el înregistrarea, adăugând o versiune proprie a acesteia pe albumul Da Drought 3.

## Videoclip

Beyoncé alături de dansatori în videoclipul cântecului „Upgrade U”.

Videoclipul pentru „Upgrade U” a fost filmat în timpul celor două săptămâni dedicate de artistă albumului video B'Day Anthology Video Album. A fost regizat de Melina Matsoukas și Knowles și filmat între „Kitty Kat” și „Green Light”, timp de o zi și jumătate. Jay-Z și-a interpretat părțile rap după ce Beyonce a studiat rolul ei din scenariu. În clip, Beyoncé pretinde a fi Jay-Z în timpul derulării celei de-a doua strofe rap, ea afirmând ulterior faptul că nu se simțea bine în pielea ei și că nu mai era în concordanță cu imaginea din ochii oamenilor.
Premiera a avut loc pe data de 28 februarie 2007 la postul de televiziune BET, în cadrul emisiunii „106 & Park”, care a fost difuzată în aceeași zi cu cea a cântecului „Beautiful Liar” în cadrul emisiunii Total Request Live difuzată de MTV. Videoclipul a atins poziția cu numărul șase în clasamentul 106 & Park (găzduit de postul BET), iar în Regatul Unit, în cadrul ierarhiei The Base Chart Show al postului de televiziune MTV Base a obținut prima poziție pe data de 16 mai 2008.
La începutul videoclipului, Knowles este surprinsă într-o ținută masculină în stilul hip-hop, mimând cuvintele aflate în versul lui Jay-Z. Ulterior, artista poartă un Cazal 907 vitage și o pereche de ochelari de soare, aflându-se pe bancheta din spate a unui automobil Rolls Royce. În timpul refrenului, cântăreața dansează într-o rochie scurtă, de culoare aurie, alături de un grup de dansatori. Apoi interpreta continuă să mimeze versurile lui Jay-Z până la jumătatea versurilor acestuia, de unde continuă Jay-Z însuși.
Videoclipul a fost folosit drept spot publicitar pentru televiziunea de înaltă tehnologie DirecTV; porțiuni din clip au fost filmate din nou pentru promovarea acesteia.

## Ordinea pieselor pe disc
| Nr.                                              | Titlul          | Durată |
| ------------------------------------------------ | --------------- | ------ |
| Descărcare digitală                              |                 |        |
| 01.                                              | „Upgrade U” [A] | 4:33   |
| Disc de vinil (versiunea 1) distribuit în S.U.A. |                 |        |
| 01.                                              | „Upgrade U” [A] | 4:32   |
| 02.                                              | „Upgrade U” [B] | 4:32   |
| 03.                                              | „Upgrade U” [C] | 4:02   |
| 04.                                              | „Upgrade U” [D] | 4:32   |

| Nr.                                              | Titlul             | Durată |
| ------------------------------------------------ | ------------------ | ------ |
| Disc de vinil (versiunea 2) distribuit în S.U.A. |                    |        |
| 01.                                              | „Upgrade U” [A]    | 4:32   |
| 02.                                              | „Creole” [E]       | 3:53   |
| 03.                                              | „Lost Yo Mind” [E] | 3:47   |
| 04.                                              | „Back Up” [E]      | 3:27   |

Specificații
| - A ^ Versiunea de pe albumul de proveniență, B’Day. - B ^ Negativ. - C ^ Versiune fără porțiuni rap. | - D ^ Acappella. - E ^ Cântec bonus. |

## Personal
- Sursă:[4]
- Suport vocal: Beyoncé Knowles și Jay-Z
- Compilat de: Jason Goldstein
- Asistent mixaj audio: Steve Tolle
- Înregistrat de Jim Caruana în studiourile Sony Music, New York
- Asistent inginer de înregistrări: Rob Kinelski
- Producător: Swizz Beatz, Cameron Wallace, Beyoncé Knowles

## Prezență în clasamente
După lansarea albumului, B’Day, cântecul a început să devină cunoscut, fiind difuzat de posturile de radio ce promovează muzica de tip „Urban” (hip-hop/rhythm and blues/rap) din Statele Unite. Cântecul a intrat în clasamentul Billboard Hot 100 pe locul nouăzeci și doi, atingând poziția cu numărul cincizeci și nouă în cea de-a șasea săptămână de la intrare. „Upgrade U” a staționat în clasament timp de optsprezece săptămâni. De asemenea, a activat și în ierarhia Billboard Hot R&B/Hip-Hop Songs, unde a atins treapta a unsprezecea, un vizibil regres față de celelalte două înregistrări promovate de pe album — „Déjà Vu”„Ring the Alarm” — care au obținut poziții de top 3.
În anul 2007, cântecul a intrat în listele muzicale din Bulgaria, Croația România și Turcia. În Bulgaria, „Upgrade U” a intrat în clasamentul compilat de APC Charts pe locul al nouăsprezecelea, avansând până pe treapta cu numărul paisprezece la doar două săptămâni distanță. În România, compoziția și-a făcut debutul în Romanian Top 100 pe data de 25 iunie 2007, câștigând atunci poziția a optzeci și opta. Ulterior, înregistrarea urcat până pe locul douăzeci și unu, într-un interval de două săptămâni. Alte clasări notabile (de top 40) au fost câștigate în ierarhiile din Croația (e!Hot) și Turcia (Billboard).

## Clasamente
| Țară (clasament)                 | Poziția maximă | Referință     |
| -------------------------------- | -------------- | ------------- |
| Bulgaria (APC Charts)            | 14             | [ 10 ]        |
| Croația (e!Hot)                  | 23             | [ 12 ]        |
| Regatul Unit (UK Singles Chart)  | 176            |               |
| România (Romanian Top 100)       | 21             | [ 13 ]        |
| S.U.A. (Billboard Hot 100)       | 59             | [ 10 ] [ 11 ] |
| S.U.A. (Billboard Hot R&B Songs) | 11             | [ 11 ]        |
| Turcia (Billboard)               | 16             | [ 14 ]        |

| Clasamentul anului 2007 | Poziția | Referință |
| ----------------------- | ------- | --------- |
| Croatian Singles Chart  | 106     | [ 43 ]    |
| Romanian Singles Chart  | 68      | [ 44 ]    |